# Alphonse II (roi d'Aragon)
Pour les articles homonymes, voir Alphonse II, Alphonse Ier et Alphonse d'Aragon.
Alphonse le Chaste ou le Troubadour (en catalan Alfons el Cast, en castillan Alfonso el Casto), né à Huesca ou à Sant Pere de Vilamajor, entre le 1er et le 25 mars 1157, et mort le 25 avril 1196 à Perpignan,, fut roi d'Aragon et comte de Ribagorce de 1164 à 1196 sous le nom d'Alphonse II, comte de Barcelone, de Gérone, de Besalú de 1162 à 1196 sous le nom d'Alphonse Ier, comte de Provence de 1167 à 1173 et de 1185 à 1196 sous le même nom, vicomte de Carlat de 1166 à 1167, comte de Roussillon de 1172 à 1196, comte de Pallars Jussà de 1192 à 1196.
Fils et successeur du comte Raimond-Bérenger IV de Barcelone et de l'héritière du royaume d'Aragon, Pétronille, il est le premier à cumuler ces deux titres. C'est sous son règne que ses domaines, par leur extension exceptionnelle, commencèrent à recevoir le nom de terres de la « Maison » ou « Couronne d'Aragon ».
Alphonse II entreprit d'unifier ses domaines, si divers, avec leurs langues, leurs coutumes et leurs usages propres. Aux prises avec la noblesse aragonaise, catalane et provençale, il s'efforça d'établir une administration commune en créant les premières vigueries, chargées de faire respecter la trêve et la paix, garanties par le pouvoir comtal. Il réaffirma l'autorité royale en la libérant de ses liens de vassalité vis-à-vis du royaume de Castille, du royaume de France et du Saint-Empire.
Les guerres le menèrent principalement dans le Midi du royaume de France et en Provence. La guerre contre le comte de Toulouse, endémique depuis le début du XIIe siècle, connue comme la « grande guerre méridionale », ne prit fin que par un traité de paix de 1195. Elle se termina au profit d'Alphonse II, qui avait réussi à consolider son pouvoir dans le Midi, du Béarn à la Provence, par un réseau de fidélité et de vassalité des seigneurs méridionaux. Alphonse II, en revanche, ne fut pas vraiment concerné par les opérations de reconquête en Espagne, laissant les mains libres aux rois de León et de Castille : par la paix de Sahagún, il hypothéquait même les possibilités d'expansion de l'Aragon vers le sud de la péninsule.

## Jeunesse et prise du pouvoir

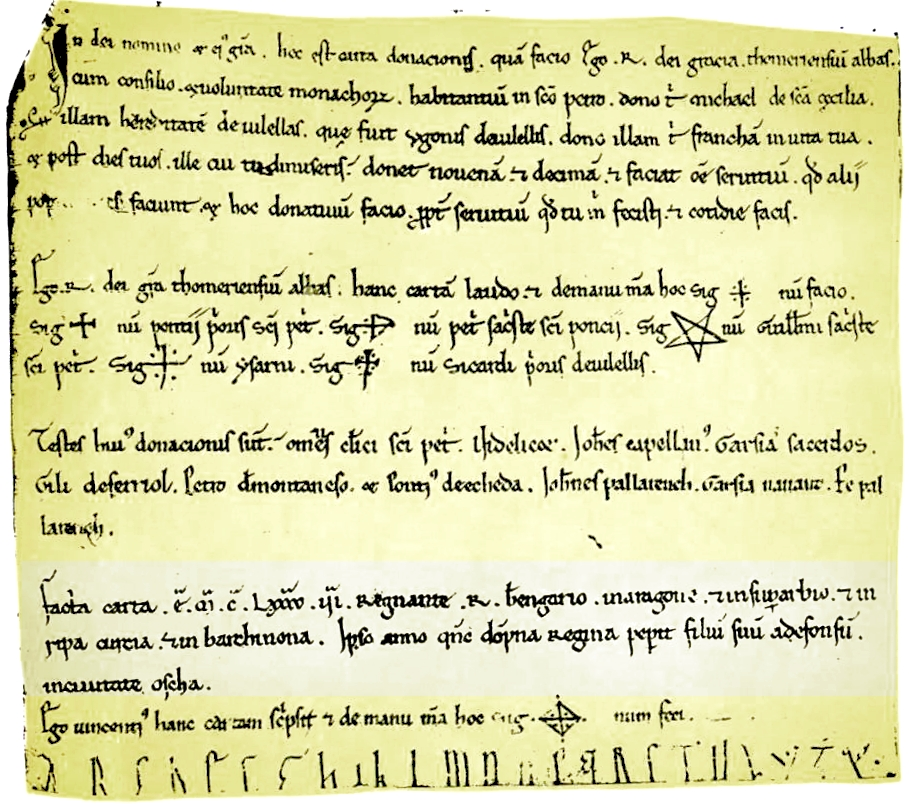
Charte de l'abbaye Saint-Pons de Thomières, datée de Era 1196 (soit 1157), sous le règne de, année de la naissance d'Alphonse à Huesca.

Alphonse naît probablement entre le 1er et le 25 mars 1157 à Huesca. Il est le premier fils du comte de Barcelone, Raimond-Bérenger IV, et de l'héritière du royaume d'Aragon, Pétronille. Il semble qu'il porte, durant ses premières années, le prénom de « Raimond ».
Le 10 janvier 1160, Raimond-Bérenger IV rencontre le roi de Portugal, Alphonse Ier, dans le village de Santa María del Palo, près de Tuy. Il négocie le mariage d'Alphonse avec Mafalda, une fille du roi de Portugal . Selon certaines sources, la jeune fille meurt en 1162, ce qui rend le mariage impossible. Selon d'autres sources, le roi de León, Ferdinand II, aurait convaincu Pétronille, après la mort de Raimond-Bérenger IV, d'annuler le mariage.
Raimond-Bérenger IV meurt subitement, le 7 août 1162, à Borgo San Dalmazzo, alors qu'il allait rendre visite à l'empereur Frédéric Ier Barberousse. Dans ses dernières volontés, il laisse à son fils « Raimond » toutes ses propriétés dans le comté de Barcelone et le royaume d'Aragon. Seul le comté de Cerdagne est donné au frère de « Raimond », « Pierre ». Ses enfants sont placés sous la protection de son allié, le roi d'Angleterre Henri II. Le gouvernement effectif est confié à un conseil de régence, une assemblée de nobles aragonais et catalans placée sous la direction de la reine, Pétronille. Le jeune comte-roi passe le 1er septembre 1162 à Calatayud, accompagné de l'archevêque de Tarragone, des évêques de Barcelone, de Saragosse et de Tarazona, ainsi que du comte de Pallars, le sénéchal de Catalogne Guillaume-Raimond de Moncada, le majordome Blasco Romeo, Guillaume de Cervera, Pons de Mataplana et Guillaume de Castelvell : il semble que ces personnages sont ceux qui formaient le conseil de régence. Le testament de Raimond-Bérenger est lu publiquement à Huesca, le 11 octobre 1162.

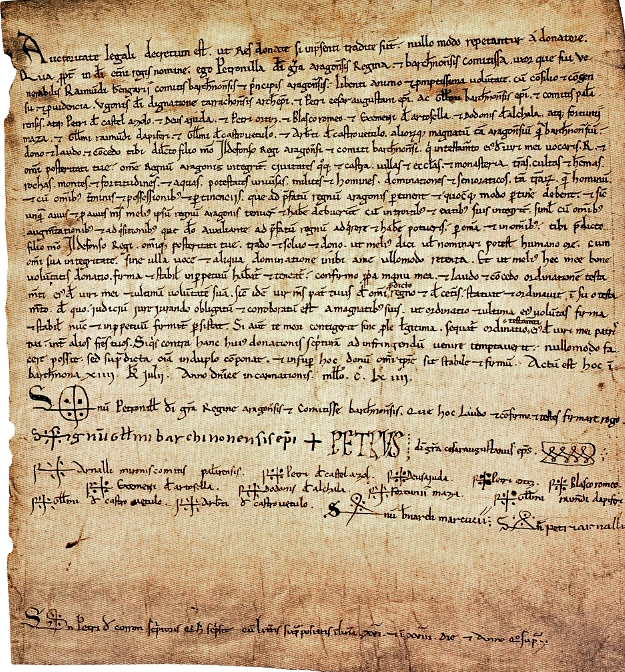
Charte d'abdication de Pétronille, « aragonensis regina et barchinonensis comitissa » (reine d'Aragon et comtesse de Barcelone) en faveur de son fils, Alphonse.

Avant la fin de l'année 1162, Alphonse est passé par Tarazona, Alcañiz, Huesca et Jaca. Au début de l'année 1163, il se rend à Barcelone, Lérida et Tortosa, afin de recevoir les serments de fidélité de ses vassaux dans le comté de Barcelone. Le 24 février 1163, se faisant désormais appeler « Alphonse », il jure de respecter les coutumes du comté de Barcelone. L'année suivante, le 18 juin 1164 (Actum est hoc in Barchinona XIIII kalendas julii anno Dominice incarnationis M C LXIIII.), sa mère Pétronille confirme son testament de 1152, renonce au royaume d'Aragon en faveur d'Alphonse et se retire à la cour de Barcelone : le 11 novembre 1164, Alphonse jure à Saragosse de respecter les fors d'Aragon,. Il est cependant trop jeune pour assurer la réalité du pouvoir : la régence est confiée à son cousin, le comte de Provence Raimond-Bérenger II, au grand sénéchal Guillaume-Raimond de Moncada et à l'évêque de Barcelone, Guillaume de Torroja.

## Règne

### La question navarraise
En 1162, Alphonse II rencontre à Ágreda le roi de León, Ferdinand II, afin de se partager le royaume de Navarre : ce dernier assure la tutelle de son neveu, le jeune roi de Castille, Alphonse VIII, qui est également fils de Blanche de Navarre et petit-fils du roi Garcie V de Navarre. Ferdinand II entend profiter de la situation pour réclamer l'héritage navarrais. En 1168, Alphonse II fait la paix avec le roi de Navarre, Sanche VI. Ils s'allient pour attaquer le royaume de Castille, mais l'opération est un échec. Le 4 juin 1170, Alphonse II est poussé à signer la paix perpétuelle de Sahagún avec Alphonse VIII. Il épouse une sœur de Ferdinand II et tante d'Alphonse VIII, Sancie.

### La succession de Provence
En 1166, son cousin, le comte de Provence Raimond-Bérenger II, meurt en faisant le siège de la ville rebelle de Nice, ne laissant qu'une fille, Douce. N'ayant pas de descendance masculine, Raimond-Bérenger II avait prévu que l'héritage passe aux mains de son cousin, Alphonse II. Mais celui-ci se retrouve en butte aux revendications du comte de Toulouse, Raymond V, qui se rend en Provence afin d’épouser la veuve, Richezza de Pologne, tout en fiançant Douce à son propre fils Raimond. En 1167, avec l'appui du seigneur de Montpellier, Guilhem VII, de la vicomtesse de Narbonne, Ermengarde, du vicomte de Béziers, Raymond Ier Trencavel, de l'épiscopat provençal et de Hugues II, seigneur des Baux, Alphonse II engage la guerre en Provence contre Raymond V. Il récupère, avec l'aide de la flotte génoise, la place forte d'Albaron, qui lui permet de tenir la Camargue. Le comte de Toulouse doit finalement renoncer à ses prétentions provençales, refusant l’alliance des Génois, devenue économiquement trop encombrante, tandis qu'Alphonse II récupère le comté de Provence.

### Les conquêtes dans le royaume de Valence
En 1169, Alphonse II entreprend la conquête du nord du royaume taïfa de Valence. Sa politique, hostile aux musulmans malgré l'accord passé avec le roi de Valence, provoque une révolte des musulmans des montagnes de Prades, qui est réprimée en 1170. Alphonse II met la main sur la Matarraña et sur le sud de l'Aragon actuel. Il fonde Teruel en 1171 afin de protéger la frontière méridionale de ses domaines et fonde l'ordre religieux militaire d'Alcalá de la Selva.
En 1172, à la mort du roi de Valence, Alphonse II met le siège devant la ville de Valence. Il ne le lève qu'après avoir obtenu du nouveau roi qu'il double le tribut qui lui était versé par l'ancien roi. Une fois l'accord trouvé, ils attaquent ensemble Xàtiva et Murcie.

### La reprise de la guerre dans le Midi et en Provence

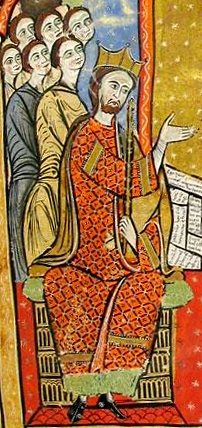
Alphonse II d'Aragon (miniature du Liber feudorum maior, 1192).

La trêve entre Raimond V et Alphonse II n'est pas durable. En 1173, le roi d'Angleterre Henri II forme une nouvelle alliance, composée de son fils Richard Cœur de Lion, à qui il a confié le duché d’Aquitaine, et d’Alphonse II. Raimond V, qui a répudié Constance, sœur du roi de France Louis VII, ne peut plus compter sur l'aide de ce dernier. En 1173, il soutient la révolte de Richard Cœur de Lion contre son père, et à la fin de l'année 1173, à Limoges, il pousse Henri II à faire la paix en échange d'une reconnaissance de vassalité. En décembre 1174, Alphonse II retrouve le comte de Toulouse à Montpellier afin de préparer la paix avec lui, alors que la lutte se poursuit en Provence.
Finalement, la trêve est confirmée par la paix de Tarascon en 1176. Le traité établit qu'en échange de 30 000 marcs d'argent, le comte de Toulouse renonce à ses prétentions sur les comtés de Provence et du Gévaudan et les vicomtés de Millau et de Carlat. Le comte de Toulouse conserve un marquisat de Provence, territoire réduit autour d'Avignon. Par ce traité, Alphonse II renforce sa position dans le Midi du royaume de France et en Provence.

### Le renforcement de l'autorité royale
En 1172, le dernier comte de Roussillon, Girard II, meurt sans enfants en léguant son comté à Alphonse II. Malgré les liens familiaux qui unissent les familles comtales de Roussillon et d'Empúries, le choix de Girard II reçoit l'assentiment de la noblesse locale. En 1173, Alphonse II convoque une assemblée des nobles du Roussillon à Perpignan. Il confirme les droits du comté et proclame une trêve dans tout le diocèse d'Elne. Alphonse II complète ainsi l'entreprise d'unification des comtés catalans : à cette date ne subsistent que les comtes d'Empúries, de Pallars et d'Urgell, dont les possessions, enclavées dans le domaine royal, sont moins menaçantes pour le pouvoir du souverain.
Alphonse II s'attache à réunifier ses domaines, composés de territoires ayant chacun ses propres usages, langues et organes de gouvernement. En 1173, il décide d'étendre la trêve et la paix de Dieu à l'ensemble de ses domaines, car il limite et contrôle ainsi l'usage de la violence. La trêve et la paix deviennent entre les mains d'Alphonse II des outils du renforcement de son autorité. À Fondarella, il convoque une assemblée où il oblige les nobles catalans qui octroient aux clercs de Catalogne des pouvoirs étendus en matière de trêve et de paix. Les viguiers, nommés par Alphonse II, sont chargés de faire appliquer les décisions prises par les clercs : il s'agit de l'apparition d'une administration locale catalane. Son œuvre fiscale (création de nouveaux impôts, tel le bovatge à partir de 1175) et juridique (rédaction du Liber feudorum maior en 1194) suscite cependant le mécontentement d'une grande partie de la noblesse. En 1174, une révolte se joint à un homme qui prétend être Alphonse Ier le Batailleur : Alphonse II ne met la main sur lui qu'en 1179, et le fait pendre à Barcelone. En 1176, un fidèle d'Alphonse II, partisan de la trêve et de la paix comtales, le vicomte de Cardona Raymond Folch III, est assassiné.
En 1175, Alphonse II signe avec l'abbé du monastère Saint-André de Barravés le traité d'Amparanza, par lequel le val d'Aran, qui dépendait du comté de Comminges depuis le Xe siècle, passe sous la protection du roi d'Aragon. En contrepartie, les habitants de la vallée s'engagent à payer un impôt au roi, le Galin Reiau.
En 1177, Alphonse II fonde Puigcerdà, qui devient la capitale de la Cerdagne dépossédant du titre de capitale Llivia qui conserve toutefois un intérêt militaire grâce à son château.

### La politique d'indépendance
Alphonse II doit affronter une nouvelle révolte des Niçois. Il décide de confier le comté à son frère, Raimond-Bérenger. Il lui concède le titre de comte mais conserve toute son autorité sur la région, prenant le titre de « lieutenant » de Provence. Il décide également de libérer la Provence de sa vassalité vis-à-vis du Saint-Empire. En 1178, lors du couronnement de Frédéric Ier Barberousse comme roi de Bourgogne, dans l'église Saint-Trophime d'Arles, ni lui ni son frère ne sont présents. Il décide également de se ranger du côté du pape Alexandre III, contre l'antipape soutenu par l'empereur.
En 1177, Alphonse II aide le roi de Castille à s'emparer de Cuenca, qui dépendait des Almoravides. Il obtient ainsi d'Alphonse VIII qu'il renonce à son droit de suzeraineté sur Saragosse, imposé par Alphonse VII de León et Castille à Raimond-Bérenger IV. Il conclut en 1179 le traité de Cazola qui répartit avec la Castille les terres à reconquérir. Le traité, qui cède Murcie à la Castille, bloque les conquêtes postérieures de l'Aragon vers le sud. En 1181, Alphonse II cherche à négocier l'aide du roi de Sicile pour conquérir Majorque, refuge de pirates musulmans, mais sans succès.
Alphonse II entérine la rupture du lien de vassalité envers le roi de France pour le titre de comte de Barcelone. En 1180, il interdit lors des Corts de Tarragone de dater les actes des années du règne du roi de France.

### Les nouveaux conflits dans le Midi et en Provence
Le conflit avec Toulouse reprend pourtant de façon indirecte à partir de 1181. Deux ans plus tôt, les vicomtes Trencavel de Nîmes, Bernard Aton VI, et de Carcassonne, Roger II, lui ont renouvelé leur serment de vassalité. Les deux vicomtes Trencavel s'inquiètent de la condamnation, par le concile de Latran de 1179, des cathares qu'ils protègent dans leurs domaines. Raimond V profite de l'occasion pour s'emparer de Lavaur, qui appartient à Roger II, de Nîmes, qui dépend de Bernard Aton VI, et de Narbonne. Un de ses proches, Adhémar de Murveil, fait également assassiner le comte de Provence, Raimond-Bérenger III, près de Montpellier, le 5 avril 1181. Alphonse nomme son frère cadet, Sanche, comme comte de Provence, mais celui-ci le trahit et cherche à signer une paix séparée avec le comte de Toulouse et les Génois, au point qu'Alphonse doit l'écarter du pouvoir en 1185.

### L'agitation nobiliaire en Catalogne

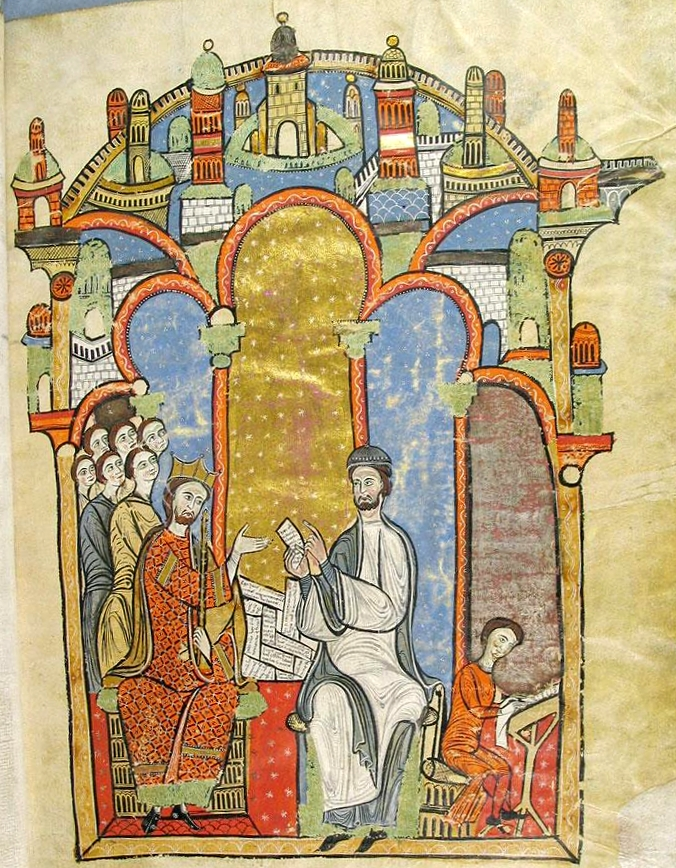
Alphonse II et le juriste Raimond de Caldes, compilateur des usages contenus dans le Liber feudorum maior (miniature du Liber feudorum maior, 1194.

Alphonse II doit affronter le mécontentement de la noblesse. En 1187, le comte d'Urgell Armengol VIII échoue à faire appliquer la paix et la trêve dans son comté, sur les conseils d'Alphonse II. A l'assemblée de paix et de trêve de 1188, tenue à Gérone, Alphonse II accepte de ne nommer des viguiers que catalans, ce qui l'empêche de trouver des personnages suffisamment éloignés des lignages aristocratiques locaux. Cette concession est cependant, aux yeux de plusieurs nobles catalans, insuffisante. En 1192, à la suite de l'assemblée de Barcelone, il réaffirme son autorité et l'obligation pour la noblesse de respecter son autorité.
Alphonse II cherche à renforcer ses domaines. En 1192, il fait fortifier et renforcer le château de Puigcerdà. Il fonde le château de Puyvalador et celui de Salses la même année. Il autorise également l'abbé de Cuxa et celui d'Arles à fortifier certaines de leurs possessions. En 1194, un de ses fidèles, l'archevêque de Tarragone Bérenger de Vilademuls, est assassiné.

### Les derniers conflits dans le Midi
Au mois d'avril 1185, Henri II et Alphonse II se retrouvent à Najac pour conforter leur alliance. Ils sont suivis par le vicomte de Béziers et de Carcassonne, Roger II Trencavel, qui prête à nouveau hommage à Alphonse II. Finalement, à partir de 1189, la situation tourne cependant à l'avantage d'Alphonse II : Raimond V, qui a perdu le soutien du roi de France, Philippe II Auguste, et du nouveau roi d'Angleterre, Richard Cœur de Lion, et de l'empereur, Frédéric Ier Barberousse, partis en croisade, doit affronter la révolte de la commune de Toulouse. Alphonse II négocie une nouvelle paix avec le comte de Toulouse, signée le 26 janvier 1190, qui reprend les termes de la paix de Tarascon de 1176. Alphonse II obtient même que soient reconnus comme ses vassaux les marquisats de Busca et de Piémont et la seigneurie de Montpellier. L'année suivante, c'est au tour de Roger II Trencavel de faire la paix avec le comte de Toulouse.
En 1192, Raimond V tente à nouveau de renverser la situation en sa faveur, avec l'aide de Richard Cœur de Lion, sans succès. Alphonse II marie de plus son fils Alphonse à Garsende, la petite-fille du comte de Forcalquier Guillaume IV, ancien allié de Raimond V. En 1195, Alphonse II fait la paix avec le fils et successeur de Raimond V, Raimond VI : celle-ci est véritablement durable.

### Les dernières opérations en Espagne
En 1192, Alphonse II reçoit un nouvel héritage. Douce de So, fille du comte Bernard Raimond, et qui avait hérité du comté de Pallars Jussà en 1182, meurt sans héritier en 1192. Elle en fait donation à Alphonse II. Dans le même temps, il prête main-forte au comte d'Urgell, Armengol VIII, qui doit affronter un de ses plus puissants vassaux, le vicomte de Cabrera Pons III.
À partir de 1190, Alphonse II quitte l'alliance du roi de Castille. Il se rapproche du roi de Navarre, Sanche VI, avec lequel il conclut l'accord de Borja. L'année suivante, il s'allie aux rois de León et de Portugal, Alphonse IX et Sanche Ier. Mais la déroute des Castillans d'Alphonse VIII contre les Almohades à Alarcos ne rassure pas Alphonse II : il prend conscience du danger que représentent ces nouveaux venus sur la scène espagnole. Sur les conseils du pape Célestin III, qui appelle à la lutte contre les Almohades, il se rapproche d'Alphonse VIII et prend le parti de la croisade.

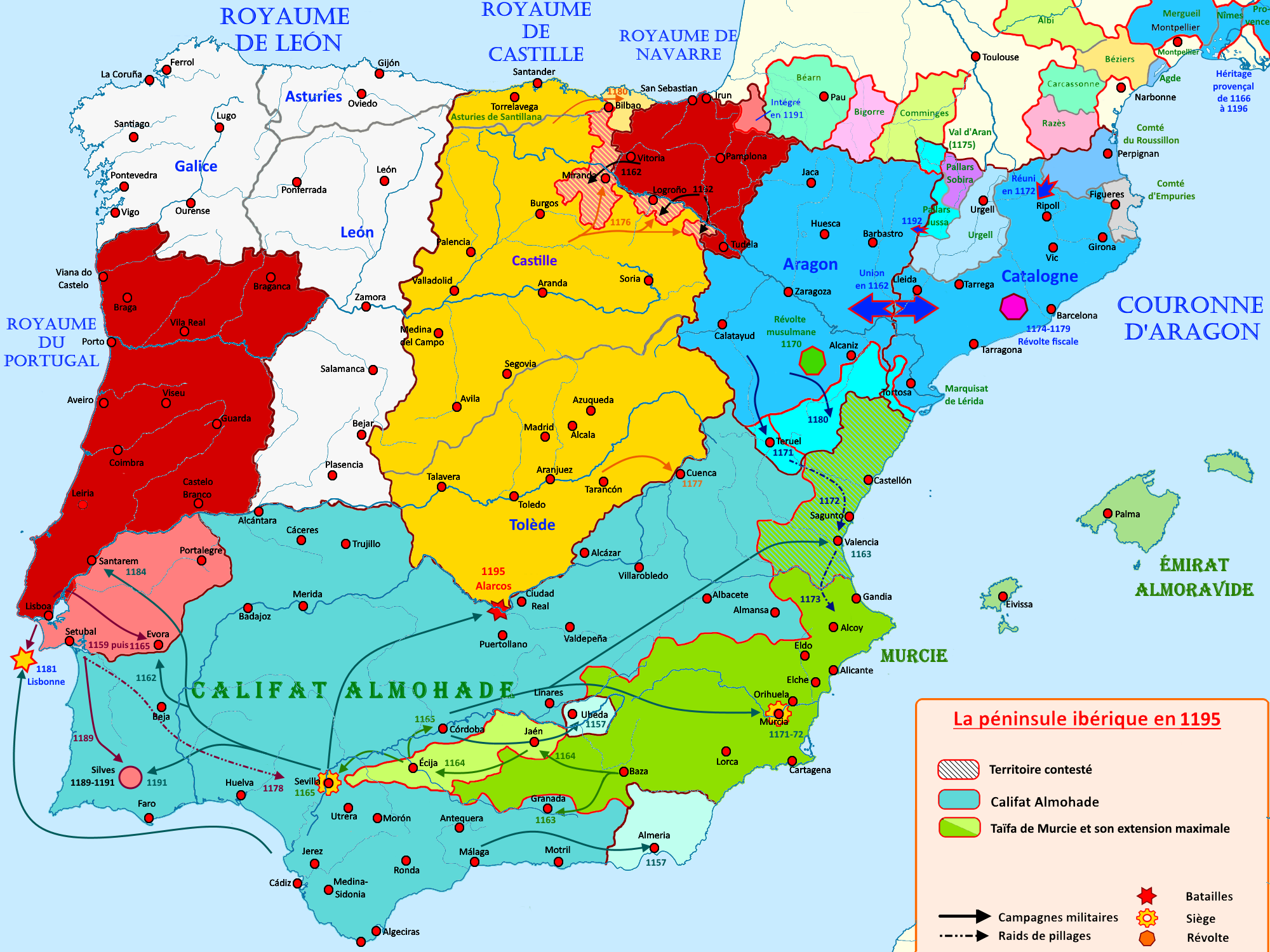
La couronne d'Aragon de 1157 à 1195.

## Décès

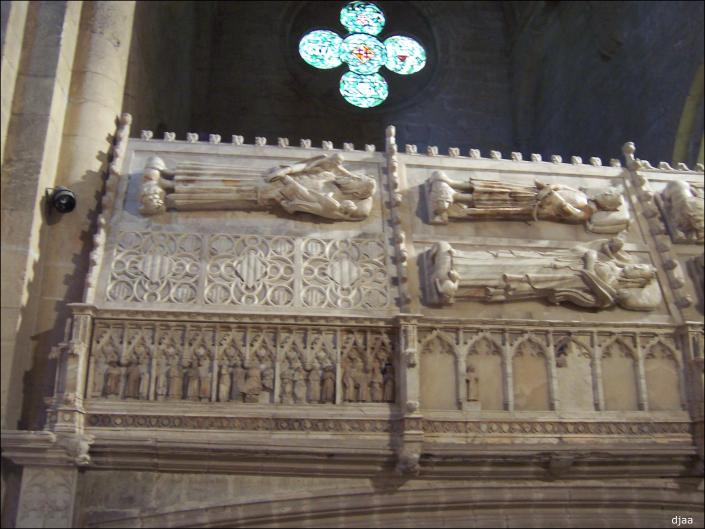
Tombe d'Alphonse II dans l'église de l'abbaye de Poblet.

Alphonse II se prépare à la guerre et effectue un voyage à Saint-Jacques-de-Compostelle en 1196. Mais il meurt à son retour le 25 avril 1196 à Perpignan. Il est inhumé au monastère cistercien de Poblet. Dans son testament, fait à Perpignan en 1194, Alphonse II prévoit le partage de ses domaines entre ses deux fils. Il donne le royaume d'Aragon et le comté de Barcelone à son fils Pierre, et les comtés de Provence et de Gévaudan à Alphonse. Il lègue également de nombreux biens aux Templiers et à l'ordre de l'Hôpital. On cite notamment Pons de Rigaud parmi ses fidéjusseurs. Il fait en outre don de la seigneurie de Nogaret à Guillaume de Nogaret (fils d'Ermeniard) en 1191, ancêtre du célèbre autre Guillaume de Nogaret, ministre de Philippe IV le Bel.

## Arts et culture
Alphonse II reçut le surnom de « troubadour ». Il est effectivement connu pour avoir accueilli à sa cour des troubadours.
Dans sa lutte contre le comte de Toulouse, Raimond V, Alphonse II comprend tout l'avantage qu'il peut trouver à s'entourer de poètes. La poésie de ceux-ci, en particulier les sirventes, devient une arme au service de la politique alphonsine. Il attire à sa cour les troubadours les plus importants de son époque : le « maître des troubadours », le Limousin Giraut de Bornelh, mais aussi le Provençal Folquet de Marseille, le Limousin Arnaut Daniel, le Périgourdin Arnaut de Mareuil et, surtout, le Toulousain Peire Vidal. Ce dernier lui dédie plusieurs grands éloges. Le règne d'Alphonse II est une période de développement et d'épanouissement de la culture et de la poésie provençales, donnant son nom à l'« époque alphonsine ».
On trouve également des troubadours opposés au roi, en particulier le Périgourdin Bertran de Born et le Catalan Guilhem de Berguedan. Ceux-ci blâment le roi et l'accusent de différents crimes et lui prêtent des amours scandaleuses (alors qu'il porte déjà le surnom de « chaste »). On lui reproche également l'assassinat de son grand-oncle Alphonse Ier, alors qu'il s'agit d'un imposteur.

## Mariage et descendance
Le 30 janvier 1159 a été organisé le mariage d'Alphonse II avec Mafalda du Portugal, mais l'union n'a pu être célébrée en raison de la mort de l'infante portugaise cette même année 1159. Le 18 janvier 1174, dans la cathédrale Saint-Sauveur de Saragosse, Alphonse II épouse Sancie de Castille. De leur union naissent :
- Pierre II le Catholique (1174-1213), roi d'Aragon et comte de Barcelone (1195-1213), puis seigneur de Montpellier (1204-1213) ;
- Constance (1179-1222), mariée en 1198 avec le roi de Hongrie, Imre, puis en 1210 avec l'empereur du Saint-Empire Frédéric II ;
- Alphonse II (1180-1209), comte de Provence (1196-1209) et de Forcalquier (1209) ;
- Éléonore (1182-1226), mariée en janvier 1203 avec le comte de Toulouse, Raymond VI ;
- Sancie (1186-1241), mariée en 1211 avec le fils du comte de Toulouse, Raymond VII ;
- Sanche, mort jeune ;
- Ferdinand (1190-1249), moine cistercien au monastère de Poblet, puis abbé de Montearagón ;
- Raimond-Bérenger, mort jeune ;
- Douce (1192–?), moniale au monastère Sainte-Marie de Sigena, puis commandeur de l'ordre de Saint-Jean.